# Pterostylis russellii
Pterostylis russellii là một loài thực vật có hoa trong họ Lan. Loài này được T.E.Hunt miêu tả khoa học đầu tiên năm 1952.